# Eleições presidenciais portuguesas de 2001 no distrito de Beja
| Eleições presidenciais portuguesas de 2001 Distritos: Aveiro \| Beja \| Braga \| Bragança \| Castelo Branco \| Coimbra \| Évora \| Faro \| Guarda \| Leiria \| Lisboa \| Portalegre \| Porto \| Santarém \| Setúbal \| Viana do Castelo \| Vila Real \| Viseu \| Açores \| Madeira \| Estrangeiro |

## Resultados por Concelho
Os resultados nos concelhos do Distrito de Beja foram os seguintes:

### Aljustrel
| Candidato               | Candidato                  | Votos | %               |
| ----------------------- | -------------------------- | ----- | --------------- |
|                         | Jorge Sampaio              | 2 917 | 60,57 / 100,00  |
|                         | António Abreu              | 1 288 | 26,74 / 100,00  |
|                         | Joaquim Ferreira do Amaral | 396   | 8,22 / 100,00   |
|                         | Fernando Rosas             | 162   | 3,36 / 100,00   |
|                         | António Garcia Pereira     | 53    | 1,10 / 100,00   |
| Votos Inválidos         | Votos Inválidos            | 103   | 2,09 / 100,00   |
| Total                   | Total                      | 4 919 | 100,00 / 100,00 |
| Eleitorado/Participação | Eleitorado/Participação    | 9 623 | 51,12 / 100,00  |

### Almodôvar
| Candidato               | Candidato                  | Votos | %               |
| ----------------------- | -------------------------- | ----- | --------------- |
|                         | Jorge Sampaio              | 2 127 | 64,71 / 100,00  |
|                         | Joaquim Ferreira do Amaral | 694   | 21,11 / 100,00  |
|                         | António Abreu              | 265   | 8,06 / 100,00   |
|                         | Fernando Rosas             | 152   | 4,62 / 100,00   |
|                         | António Garcia Pereira     | 49    | 1,49 / 100,00   |
| Votos Inválidos         | Votos Inválidos            | 99    | 2,93 / 100,00   |
| Total                   | Total                      | 3 386 | 100,00 / 100,00 |
| Eleitorado/Participação | Eleitorado/Participação    | 7 955 | 42,56 / 100,00  |

### Alvito
| Candidato               | Candidato                  | Votos | %               |
| ----------------------- | -------------------------- | ----- | --------------- |
|                         | Jorge Sampaio              | 690   | 60,21 / 100,00  |
|                         | António Abreu              | 208   | 18,15 / 100,00  |
|                         | Joaquim Ferreira do Amaral | 201   | 17,54 / 100,00  |
|                         | Fernando Rosas             | 37    | 3,23 / 100,00   |
|                         | António Garcia Pereira     | 10    | 0,87 / 100,00   |
| Votos Inválidos         | Votos Inválidos            | 22    | 1,88 / 100,00   |
| Total                   | Total                      | 1 168 | 100,00 / 100,00 |
| Eleitorado/Participação | Eleitorado/Participação    | 2 182 | 53,53 / 100,00  |

### Barrancos
| Candidato               | Candidato                  | Votos | %               |
| ----------------------- | -------------------------- | ----- | --------------- |
|                         | Jorge Sampaio              | 473   | 70,49 / 100,00  |
|                         | António Abreu              | 90    | 13,41 / 100,00  |
|                         | Joaquim Ferreira do Amaral | 70    | 10,43 / 100,00  |
|                         | Fernando Rosas             | 25    | 3,73 / 100,00   |
|                         | António Garcia Pereira     | 13    | 1,94 / 100,00   |
| Votos Inválidos         | Votos Inválidos            | 38    | 5,36 / 100,00   |
| Total                   | Total                      | 709   | 100,00 / 100,00 |
| Eleitorado/Participação | Eleitorado/Participação    | 1 638 | 43,28 / 100,00  |

### Beja
| Candidato               | Candidato                  | Votos  | %               |
| ----------------------- | -------------------------- | ------ | --------------- |
|                         | Jorge Sampaio              | 8 922  | 60,06 / 100,00  |
|                         | António Abreu              | 2 758  | 18,57 / 100,00  |
|                         | Joaquim Ferreira do Amaral | 2 470  | 16,63 / 100,00  |
|                         | Fernando Rosas             | 547    | 3,68 / 100,00   |
|                         | António Garcia Pereira     | 157    | 1,06 / 100,00   |
| Votos Inválidos         | Votos Inválidos            | 381    | 2,50 / 100,00   |
| Total                   | Total                      | 15 235 | 100,00 / 100,00 |
| Eleitorado/Participação | Eleitorado/Participação    | 30 261 | 50,35 / 100,00  |

### Castro Verde
| Candidato               | Candidato                  | Votos | %               |
| ----------------------- | -------------------------- | ----- | --------------- |
|                         | Jorge Sampaio              | 2 044 | 67,61 / 100,00  |
|                         | António Abreu              | 427   | 14,13 / 100,00  |
|                         | Joaquim Ferreira do Amaral | 369   | 12,21 / 100,00  |
|                         | Fernando Rosas             | 155   | 5,13 / 100,00   |
|                         | António Garcia Pereira     | 28    | 0,93 / 100,00   |
| Votos Inválidos         | Votos Inválidos            | 61    | 1,98 / 100,00   |
| Total                   | Total                      | 3 084 | 100,00 / 100,00 |
| Eleitorado/Participação | Eleitorado/Participação    | 6 414 | 48,08 / 100,00  |

### Cuba
| Candidato               | Candidato                  | Votos | %               |
| ----------------------- | -------------------------- | ----- | --------------- |
|                         | Jorge Sampaio              | 1 249 | 57,85 / 100,00  |
|                         | António Abreu              | 564   | 26,12 / 100,00  |
|                         | Joaquim Ferreira do Amaral | 261   | 12,09 / 100,00  |
|                         | Fernando Rosas             | 61    | 2,83 / 100,00   |
|                         | António Garcia Pereira     | 24    | 1,11 / 100,00   |
| Votos Inválidos         | Votos Inválidos            | 43    | 1,96 / 100,00   |
| Total                   | Total                      | 2 202 | 100,00 / 100,00 |
| Eleitorado/Participação | Eleitorado/Participação    | 4 363 | 50,47 / 100,00  |

### Ferreira do Alentejo
| Candidato               | Candidato                  | Votos | %               |
| ----------------------- | -------------------------- | ----- | --------------- |
|                         | Jorge Sampaio              | 2 517 | 63,13 / 100,00  |
|                         | António Abreu              | 736   | 18,46 / 100,00  |
|                         | Joaquim Ferreira do Amaral | 551   | 13,82 / 100,00  |
|                         | Fernando Rosas             | 127   | 3,19 / 100,00   |
|                         | António Garcia Pereira     | 56    | 1,40 / 100,00   |
| Votos Inválidos         | Votos Inválidos            | 90    | 2,21 / 100,00   |
| Total                   | Total                      | 4 077 | 100,00 / 100,00 |
| Eleitorado/Participação | Eleitorado/Participação    | 8 473 | 48,12 / 100,00  |

### Mértola
| Candidato               | Candidato                  | Votos | %               |
| ----------------------- | -------------------------- | ----- | --------------- |
|                         | Jorge Sampaio              | 2 247 | 60,23 / 100,00  |
|                         | António Abreu              | 954   | 25,57 / 100,00  |
|                         | Joaquim Ferreira do Amaral | 359   | 9,62 / 100,00   |
|                         | Fernando Rosas             | 138   | 3,70 / 100,00   |
|                         | António Garcia Pereira     | 33    | 0,88 / 100,00   |
| Votos Inválidos         | Votos Inválidos            | 83    | 2,17 / 100,00   |
| Total                   | Total                      | 3 814 | 100,00 / 100,00 |
| Eleitorado/Participação | Eleitorado/Participação    | 8 438 | 45,20 / 100,00  |

### Moura
| Candidato               | Candidato                  | Votos  | %               |
| ----------------------- | -------------------------- | ------ | --------------- |
|                         | Jorge Sampaio              | 3 553  | 68,47 / 100,00  |
|                         | Joaquim Ferreira do Amaral | 718    | 13,84 / 100,00  |
|                         | António Abreu              | 710    | 13,68 / 100,00  |
|                         | Fernando Rosas             | 156    | 3,01 / 100,00   |
|                         | António Garcia Pereira     | 52     | 1,00 / 100,00   |
| Votos Inválidos         | Votos Inválidos            | 107    | 2,02 / 100,00   |
| Total                   | Total                      | 5 296  | 100,00 / 100,00 |
| Eleitorado/Participação | Eleitorado/Participação    | 14 658 | 36,13 / 100,00  |

### Odemira
| Candidato               | Candidato                  | Votos  | %               |
| ----------------------- | -------------------------- | ------ | --------------- |
|                         | Jorge Sampaio              | 7 485  | 66,97 / 100,00  |
|                         | Joaquim Ferreira do Amaral | 1 789  | 16,00 / 100,00  |
|                         | António Abreu              | 1 287  | 11,51 / 100,00  |
|                         | Fernando Rosas             | 424    | 3,79 / 100,00   |
|                         | António Garcia Pereira     | 194    | 1,74 / 100,00   |
| Votos Inválidos         | Votos Inválidos            | 275    | 2,40 / 100,00   |
| Total                   | Total                      | 11 454 | 100,00 / 100,00 |
| Eleitorado/Participação | Eleitorado/Participação    | 23 111 | 49,56 / 100,00  |

### Ourique
| Candidato               | Candidato                  | Votos | %               |
| ----------------------- | -------------------------- | ----- | --------------- |
|                         | Jorge Sampaio              | 1 659 | 59,23 / 100,00  |
|                         | Joaquim Ferreira do Amaral | 775   | 27,67 / 100,00  |
|                         | António Abreu              | 265   | 9,46 / 100,00   |
|                         | Fernando Rosas             | 67    | 2,39 / 100,00   |
|                         | António Garcia Pereira     | 35    | 1,25 / 100,00   |
| Votos Inválidos         | Votos Inválidos            | 72    | 2,51 / 100,00   |
| Total                   | Total                      | 2 873 | 100,00 / 100,00 |
| Eleitorado/Participação | Eleitorado/Participação    | 5 935 | 48,41 / 100,00  |

### Serpa
| Candidato               | Candidato                  | Votos  | %               |
| ----------------------- | -------------------------- | ------ | --------------- |
|                         | Jorge Sampaio              | 3 519  | 52,63 / 100,00  |
|                         | António Abreu              | 1 998  | 29,88 / 100,00  |
|                         | Joaquim Ferreira do Amaral | 928    | 13,88 / 100,00  |
|                         | Fernando Rosas             | 164    | 2,45 / 100,00   |
|                         | António Garcia Pereira     | 77     | 1,15 / 100,00   |
| Votos Inválidos         | Votos Inválidos            | 129    | 1,89 / 100,00   |
| Total                   | Total                      | 6 815  | 100,00 / 100,00 |
| Eleitorado/Participação | Eleitorado/Participação    | 15 392 | 44,28 / 100,00  |

### Vidigueira
| Candidato               | Candidato                  | Votos | %               |
| ----------------------- | -------------------------- | ----- | --------------- |
|                         | Jorge Sampaio              | 1 778 | 65,39 / 100,00  |
|                         | António Abreu              | 429   | 15,78 / 100,00  |
|                         | Joaquim Ferreira do Amaral | 407   | 14,97 / 100,00  |
|                         | Fernando Rosas             | 72    | 2,65 / 100,00   |
|                         | António Garcia Pereira     | 33    | 1,21 / 100,00   |
| Votos Inválidos         | Votos Inválidos            | 84    | 2,99 / 100,00   |
| Total                   | Total                      | 2 803 | 100,00 / 100,00 |
| Eleitorado/Participação | Eleitorado/Participação    | 5 513 | 50,84 / 100,00  |